# UFC 65
UFC 65: Bad Intentions fue un evento de artes marciales mixtas celebrado por Ultimate Fighting Championship el 18 de noviembre de 2006 en el ARCO Arena, en Sacramento, California, Estados Unidos.

## Historia
La tarjeta contó con la muy esperada revancha entre Matt Hughes y Georges St-Pierre por el campeonato wélter de la UFC. UFC 65 también contó con una pelea por el título de peso pesado entre el campeón Tim Sylvia contra el retador Jeff Monson.
Este acontecimiento marcó la última vez hasta la fecha que una tarjeta de UFC con dos peleas de título. La UFC decidió que todas las tarjetas con dos peleas de título tendrán siempre la pelea por el título de la categoría de peso pesado como el evento principal.

## Resultados

### Tarjeta preliminar
- Peso pesado: Jake O'Brien vs. Josh Schockman

O'Brien derrotó a Schockman vía decisión unánime (30-27, 30-27, 30-27)
- Peso semipesado: James Irvin vs. Héctor Rámirez

Irvin derrotó a Ramírez vía TKO (patada al cuerpo y codazos) en el 2:36 de la 2ª ronda.
- Peso pesado: Antoni Hardonk vs. Sherman Pendergarst

Hardonk derrotó a Pendergarst vía TKO (patada a la pierna) en el 3:15 de la 1ª ronda. Pendergarst fue un reemplazo de último momento para Brad Imes.
- Peso wélter: Nick Diaz vs. Gleison Tibau

Diaz derrotó a Tibau vía TKO (golpes) en el 2:27 de la 2ª ronda.

### Tarjeta principal
- Peso ligero: Joe Stevenson vs. Dokonjonosuke Mishima

Stevenson derrotó a Mishima vía sumisión (guillotine choke) en el 2:07 de la 1ª ronda.
- Peso semipesado: Alessio Sakara vs. Drew McFedries

McFedries derrotó a Sakara vía TKO (golpes) en el 4:07 de la 1ª ronda. McFedries fue un reemplazo de último momento para Wilson Gouveia.
- Peso pesado: Frank Mir vs. Brandon Vera

Vera derrotó a Mir vía TKO (codazos y golpes) en el 1:09 de la 1ª ronda.
- Campeonato de Peso Pesado: Tim Sylvia (c) vs. Jeff Monson

Sylvia derrotó a Monson vía decisión unánime (50–45, 49–46, 49–46) para retener el Campeonato de Peso Pesado de UFC.
- Campeonato de Peso Wélter: Matt Hughes (c) vs. Georges St-Pierre

St-Pierre derrotó a Hughes vía TKO (patada a la cabeza y golpes) en el 1:25 de la 2ª ronda para convertirse en el nuevo Campeón de Peso Wélter de UFC.

## Premios extra
- Pelea de la Noche: James Irvin vs. Héctor Ramírez
- KO de la Noche: Georges St-Pierre
- Sumisión de la Noche: Joe Stevenson